# Our Garden Needs Its Flowers
 (juin 2024).
Our Garden Needs Its Flowers est le premier album des musiciens folk ivoiriens Jess Sah Bi et Peter One, sorti en 1985. L'album est réédité en 2018.

## Enregistrement et sortie
Our Garden Needs Its Flowers est initialement sorti en 1985 et s’est distingué parmi la musique populaire ouest-africaine, qui se concentrait sur le reggae et le rhythm and blues, tandis que cet album mélangeait la musique folklorique locale avec d genre musical américain et anglais, telles que les styles de musique country et les paroles en anglais. Sah Bi et Peter One sont devenus un duo populaire et ont fait des tournées dans la région jusqu’à leur séparation en 1990.
L'album est réédité en 2018, et apparaissent sur les plateformes de streaming musical le 17 août 2018.

## Liste des pistes
Composées par Die Sah Bi et Peter One :
- Clipo Clipo
- Katin
- Kango
- Minmanle
- Notre jardin a besoin de ses fleurs
- Aparté
- Chant africain
- Solution

## Réédition
- Jess Sah Bi – guitare, chant
- Peter One – guitare, chant
- Pamphille De Souza - ingénierie
- Hugh N’guessan Santa – guitare, arrangements
- Martyn Pepperell – notes de doublure, aide à la production
- Étienne Theo[4]
- Jessica Thompson – extraction audio, remasterisation
- Emile Valognes
- Musiciens de session anonymes